# Bigogwe
Bigogwe – miasto w Rwandzie; w prowincji Zachodniej; 12 015 mieszkańców (2012). 